# Freising (huyện)
Freising là một huyện ở bang Bayern, Đức. Huyện này giáp các huyện (từ phía bắc theo chiều kim đồng hồ): Kelheim, Landshut, Erding, München, Dachau và Pfaffenhofen.
Huyện nằm ở phía bắc vùng đô thị thành phố München. Các sông Isar và Amper chảy song song từ tây nam đến đông bắc. Phía bắc của các sông là Hallertau, một vùng đồi.

## Thị xã và đô thị
| Thị xã                  | Đô thị | |
| ----------------------- | --- | --- |
| 1. Freising 2. Moosburg | 1. Allershausen 2. Attenkirchen 3. Au in der Hallertau 4. Eching 5. Fahrenzhausen 6. Gammelsdorf 7. Haag an der Amper 8. Hallbergmoos 9. Hohenkammer 10. Hörgertshausen 11. Kirchdorf an der Amper | 1. Kranzberg 2. Langenbach 3. Marzling 4. Mauern 5. Nandlstadt 6. Neufahrn bei Freising 7. Paunzhausen 8. Rudelzhausen 9. Wang 10. Wolfersdorf 11. Zolling |